# Daniel Feingold

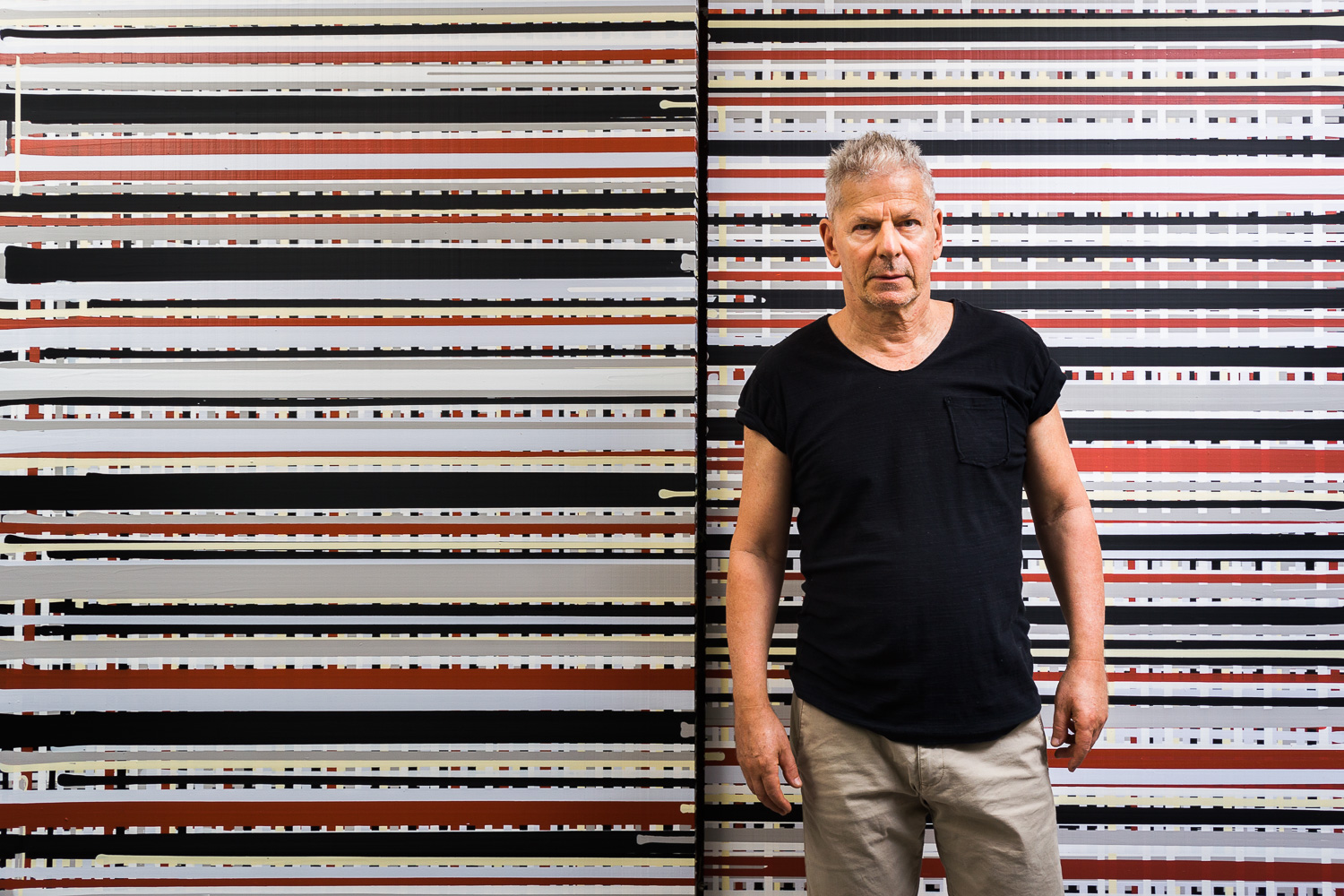
Daniel Feingold

Daniel Feingold (Rio de Janeiro, 1954) é um artista plástico brasileiro, de ascendência russo-romena, seus avós eram judeus negociantes, vindos da antiga Bessarábia e intelectuais russos refugiados de guerra no Brasil ainda na década de 1910. De pai e avô ourives, Daniel Feingold sempre demonstrou interesse pela criação artística.

## Carreira artística
Daniel Feingold foi um dos primeiros shapers do Rio de Janeiro: por vinte anos, trabalhou desenhando e construindo pranchas de surfe. Após formar-se em Arquitetura na FAUSS, no Rio de Janeiro, em 1983, passou os anos de 1988 a 1992 cursando História da Arte e Filosofia na UNIRIO/PUC. Ainda em 1988, formou-se em teatro pela Casa de Arte das Laranjeiras (CAL), ao mesmo tempo em que iniciava estudos em artes visuais pelo programa de Teoria da Arte & Pintura e Núcleo de Aprofundamento, da Escola de Artes Visuais do Parque Lage (EAV), de 1988 a 1991. Os primeiros trabalhos como pintor aconteceram em 1989 e, no início dos anos 1990, foi 1º colocado no Salão Carioca de Artes Visuais e 1º colocado no Salão Nacional de Artes Visuais.
Em 1991, realizou sua primeira exposição individual institucional no IBAC/Funarte, pelo Projeto Macunaíma, com pinturas onde camadas transparentes de tinta óleo eram sobrepostas deixando vestígios de interferências anteriores. No mesmo ano, participou de exposição coletiva, no Centro Cultural São Paulo. Em 1993, expôs individualmente na Galeria Goudard no Rio de Janeiro e participou da exposição "Gravidade e Aparência" no Museu Nacional de Belas Artes do Rio de Janeiro e Museu Municipal de Arte de Curitiba, com curadoria de Luiz Camillo Osório. Integrou a Coletiva "17° Salão Nacional", MEC/IBAC, RJ.
Passou a fazer parte da Coleção de Gilberto Chateaubriand e a ser representado pela Galeria Raquel Arnaud, em São Paulo. Ainda em 1993, recebeu bolsa do governo brasileiro para Mestrado em Pintura no Pratt Institute, Brooklyn, Nova Iorque. Mudou-se então para a cidade, onde instalou-se dedicando-se à pintura, trabalhos em papel e pesquisas em fotografia, realizando vasta produção, exposta em diferentes partes do mundo. Seu trabalho continuou sendo exibido no Brasil em diversas exposições, criando uma produção em trânsito e estabelecendo conexão entre Brasil e Estados Unidos.
Em 1994, participou da exposição "Novas Aquisições da Coleção Gilberto Chateaubriand", MAM-Rio. Em 1995, integrou as coletivas "Assemble" e "Page 22", na 450 Broadway Gallery, NY. Em 1996, expôs individualmente e ao mesmo tempo em duas galerias, no então Gabinete de Arte Raquel Arnaud e na Galeria Marilia Razuk, ambas em São Paulo. A mostra exibiu telas diáfanas e pinturas sobre papéis transparentes. Ainda em 1996, expôs individualmente na PA Objetos de Arte, Rio de Janeiro "Smallabstractartworks", coletiva na 450 Broadway Gallery em New York.
Em 1997, Feingold participou do Projeto Novos Talentos, no Gabinete do então Presidente da República, Fernando Henrique Cardoso, em Brasília, e fez individual no Escritório de Arte Mercedes Viegas, no Rio de Janeiro. Também participou da exposição "Novas Aquisições da Coleção Gilberto Chateaubriand", MAM-Rio.
Em 1998, participou da mostra "Database", no Pierogi 2000, em NY, das coletivas: "Travelling Show Kunstlerhaus", em Viena, Áustria; Vassar College e Bard College, EUA; "Pelham Art Center", Pelham, NY; "Artist in the Marketplace", Bronx Museum, NY; Crossing Lines, Art in General, NY. Mais uma vez integrou coletivas: Coleção Gilberto Chateaubriand no MASP, "O Moderno e Contemporâneo na Arte Brasileira"; "Formas Transitivas" no Gabinete de Arte Raquel Arnaud em São Paulo, na Lewarne Gallery, Vancouver, Canadá; e "O Beijo", com curadoria de Mercedes Viegas no Paço Imperial do Rio de Janeiro. Neste momento, através do uso do esmalte sintético, o artista iniciou nova etapa, na qual uma grade opaca expansiva se organizava na superfície bidimensional da pintura. Foi o que ele mostrou em 1999, quando expôs novamente no Gabinete de Arte Raquel Arnaud e na Galeria Marilia Razuk, em São Paulo.
Em 1999, participou da coletiva "Coleção Gilberto Chateaubriand" no MAM-Rio, e em 2000 da exposição "Objetos Diretos" na Galeria Paulo Fernandes. No mesmo ano, integrou a mostra "Gestural Drawings" coletiva na Neuhoff Gallery, NY.
Em 2001, Daniel Feingold montou, individualmente, no Paço Imperial e na Fundação Castro Maya, a exposição "Espaço Empenado" composta por pinturas de grandes formatos e papéis, e participou da coletiva  "Works on Paper" na Neuhoff Gallery, NY.
No ano seguinte, as Galerias Raquel Arnaud em São Paulo e Galeria Cândido Portinari, UERJ, apresentaram exposições individuais do artista.
Em exposição individual no Espaço Cultural Sérgio Porto no Rio de Janeiro em 2003, Daniel Feingold mostrou pinturas de grande dimensões da série "Espaço Empenado". Posteriormente, a exposição foi ampliada e mostrada no Centro de Arte Maria Antonia em São Paulo, no mesmo ano. Nesse período, participou do projeto coletivo "Grande Orlândia", onde realizou sua primeira instalação com abertura de vãos e inserções de sólidos nas paredes de antigo casarão no Rio de Janeiro.
Daniel Feingold ocupou sala individual na 5ª Bienal Mercosul, em 2005, com curadoria de Paulo Sergio Duarte, e em 2007 teve a obra adquirida pela coleção Itaú Cultural e participou da coletiva "Banco Itaú Coleção de Arte Contemporânea", em São Paulo. No mesmo ano, integrou a coletiva “Escape From New York”, com curadoria de Mat Deleget em Sydney, na Austrália.
Sendo fotografia seu "minor" no mestrado do Pratt Institute, passou a constituir longas séries fotográficas abstratas, trabalhando na Europa, Estados Unidos e no Brasil.
Em 2008, realizou exposição individual na Anita Schwartz Galeria do Rio de Janeiro, com curadoria do crítico Ronaldo Brito. Na ocasião, foram exibidas pinturas abstratas em grandes formatos com tinta esmalte sintético em pinceladas largas. Ainda em 2008, participou da exposição “Minus Space Show”, com curadoria de Phong Bui no MoMa PS1 Art Center em Nova York. Em 2009, viajou com a coletiva “Escape From New York”, curadoria de Mat Deleget, para Melbourne, Austrália.
Em 2010, mostrou a instalação Maracapó no Centro de Arte Maria Teresa Vieira no Rio de Janeiro, que integrou a coletiva "Football, Art & Beer". Na instalação "Maracapó", constou uma escala reduzida do campo do Maracanã, onde ocorrem ausências geométricas de partes de áreas conhecidas; neste trabalho, o artista utilizou pó de talco filtrado. No ano de 2010, a exposição “Escape From NY”, com curadoria de Mat Deleget, chegou à Wellington, Nova Zelândia.
Participou, também em 2010, da mostra “The Machine Eats”, com curadoria de Michelle Heinz, na Frederico Sève Gallery, em Nova Iorque.
Foi nesse ano que Daniel Feingold iniciou estudos para concepção de peças tridimensionais. Em 2011, realizou individual no Atelier Sidnei Tendler, Bruxelas, Bélgica, onde apresentou a série de trabalhos em papel realizada em NY. Logo depois, participou da coletiva “Arte Brasileira e Depois na Coleção Itaú”, no Paço Imperial do Rio de Janeiro e foi o "artista convidado" da Fundação Iberê Camargo para o workshop de gravura da Instituição em Porto Alegre.
No ano de  2013, a Múltiplo Espaço Arte no Rio de Janeiro expôs uma série de gravuras e trabalhos em papel de Daniel Feingold na exposição “Pintura em Fluxo", que teve curadoria de Felipe Scovino.
Em 2013, também ocorreu a primeira exibição de sua mostra mais conhecida: "Acaso Controlado”, no espaço monumental do MAM-Rio, com curadoria de Vanda Klabin. “Acaso Controlado” exibiu 60 obras com um recorte que privilegiou o percurso do artista, separando os ambientes em grupos de séries: “Yahweh”, “Estrutura” e "Espaço Empenado", além da série de fotografias que o artista produziu em 2007, em Paris, no Jardin des Plantes, chamada “Homenagem ao retângulo”.
Em 2014, Daniel Feingold mostrou seu trabalho em individual na Galerias Raquel Arnaud, com curadoria do crítico norte americano Robert C. Morgan.
Em 2016 a mostra “Acaso Controlado” foi para o Museu Oscar Niemeyer (MON) em Curitiba, na ocasião o artista acrescenta obras históricas, entre elas, o tríptico Grid# 02, que esteve na Bienal do Mercosul, seguida de outras duas obras da série “Espaço Empenado”, dando um caráter retrospectivo da carreira de Feingold e ampliando a exposição na capital paranaense.
Ainda em 2016, Feingold mostra pela primeira vez uma exposição individual unicamente composta por series fotográficas no Paço Imperial do Rio de Janeiro, a mostra “Fotografia em 3 séries” é composta por: Station of the Cross, de 2009, Série Yahweh at Reina Sofia, 2012 e Homage to Corot, 2011.
Em 2016/2017, foi o Museu Vale que recebeu “Acaso Controlado” que incorporou obras recentes do artista mais dois vídeos com caráter documental, realizados pelo cineasta Diogo Lisboa.
No ano de 2018, Daniel Feingold apresentou uma série de obras em papel e pinturas em formatos variados na Cassia Bomeny Galeria. Na ocasião, o crítico de arte Frederico Morais escreveu longo texto sobre a mostra, intitulado “A primazia do suporte”, onde enalteceu a técnica, o trabalho e a trajetória do artista. No mesmo ano, Feingold iniciou o projeto “Pinturinhas", onde trabalhou em pequenas telas, em bastão a óleo, criando longas séries, exibidas pela primeira vez na Galeria Raquel Arnaud, na mostra coletiva Persistência e Variação, que reuniu nomes como Carlos Zílio, Iole de Freitas, Waltércio Caldas, com curadoria de Tiago Mesquita, 2018.

## Influências e crítica
Suas principais influencias artísticas vêm da escala de Jackson Pollock e da planaridade de Barnett Newman. A respeito da pintura de Daniel Feingold, Luis Camillo Osorio comentou, na exposição individual do artista no MAM-Rio, em 2013: "A pintura de Daniel Feingold não se entrega facilmente. O olhar acostumado a identificar coisas tem que se deixar esvaziar. As tramas precisas são construídas por um gesto de total disponibilidade para o acaso, para o movimento da tinta derramada sobre a tela. A articulação da grade geométrica é atingida pela fluência do esmalte sintético escorrendo na tela sem que o artista interfira no seu movimento. O controle surge pela combinação da espessura da tinta com a precisão obtida pelo ritmo e quantidade despejada. Não há fitas separando os campos de cor, não há pincel, rolo ou espátula. Um recipiente adaptado para derramar a tinta e a mão do artista que tem o domínio inscrito no gesto que controla o acaso sabendo quanto e como despejá-la sobre a tela. A pintura acontece neste processo e a geometria organiza o olhar na apreensão do movimento dos planos. O desenho na tela determinando por onde a tinta escorre e a gravidade atua, definindo a estrutura e a velocidade da trama. De certa maneira, é um gesto similar ao que recorta a sequência de árvores e seu lugar no espaço aberto da fotografia. O olho do artista circula com a câmera e faz do acaso de uma paisagem um ritmo de planos geométricos. O preto e branco, ou melhor, a variação de cinzas, garante a mesma sobriedade das telas. Tudo é controle e tudo é acaso. Sobra ao espectador passear por entre estes planos e sua reverberação no espaço austero e monumental da arquitetura do MAM."

## Grants
- 1999 - Projeto proposto executado em 12 meses - RIOARTE - Rio de Janeiro - Brasil

- 1993 - Bolsa de Estudos do Governo Brasileiro - Mestrado - Pratt Institute – NY - USA

## Formação
- 1997 - "Artist in the Marketplace Program" - The Bronx Museum - New York - NY - USA; "Latin American Art critic MC Ramirez & G Mosqueira"– Badajoz - Espanha; "Mestre em Fine Arts" - Pratt Institute - NY – USA

- 1991 - "Workshop do artista Amílcar de Castro" - Centro Cultural São Paulo - SP - Brasil; "Cursos em Estética/Historia da Arte" - crítico Ronaldo Brito - UNIRIO & PUC – Rio - Brasil; "Cursos em Estética/Historia da Arte" - crítico Paulo Venâncio Filho - Santa Ursula - Rio - Brasil

- 1990 - "Núcleo de Aprofundamento/Studio de Pintura" - EAV Parque Lage - Rio - Brasil; "Cursos em Estética/Historia da Arte" - crítico Ronaldo Brito - UNIRIO - Rio - Brasil

- 1989 - "Teoria da Arte e Pintura" - cursos na Escola de Artes Visuais do Parque Lage - Rio - Brasil; "Cursos em Estética/Historia da Arte" - crítico Ronaldo Brito - UNIRIO - Rio – Brasil

- 1988 - "Cursos em Estética/Historia da Arte" - crítico Ronaldo Brito - UNIRIO - Rio - Brasil

- 1983 - "Graduado em Arquitetura" - Faculdade de Arquitetura e Urbanismo Silva e Souza - Rio - Brasil

## Exposições individuais
- 2018 - “Daniel Feingold” Cassia Bomeny Galeria

- 2017 - “Acaso controlado" Museu Vale do Rio Doce - Vitória ES - Brazil

- 2016 - "Fotografia em 3 séries" Paço Imperial do Rio de Janeiro - RJ - Brazil

- 2016 - "Acaso controlado" Oscar Niemeyer Museum MON - Curitiba PR - Brazil

- 2014 - Galeria Raquel Arnaud – São Paulo - Brazil

- 2013 - "Acaso controlado" MAM RIO - Rio de Janeiro - Brazil; “Pintura em Fluxo” Multiplo Espaço Arte- Rio de Janeiro - Brazil

- 2011 - “Desenhos" Atelier Sidnei Tendler – Brussels - Belgium

- 2008 - Anita Schwartz Galeria – Rio de Janeiro – Brazil

- 2006 - Galeria Raquel Arnaud - São Paulo - Brazil

- 2005 - 5th Bienal do Mercosul– Porto Alegre – RGS - Brazil

- 2003 - Espaço Cultural Sergio Porto – RIOARTE - Rio de Janeiro - Brazil; Centro Universitário Maria Antonia - USP - São Paulo - Brazil

- 2002 - Galeria Candido Portinari - UERJ - Rio de Janeiro - Brazil; Galeria Raquel Arnaud - Rio de Janeiro - Brazil

- 2001 - Paço Imperial - Rio de Janeiro - Brazil; Fundação Castro Maia - Rio de Janeiro - Brazil

- 2000 - Galeria Paulo Fernandes - Objetos Diretos - Rio de Janeiro - Brazil

- 1999 - Galeria Raquel Arnaud - São Paulo - Brazil; Galeria Marília Razuk - São Paulo - Brazil

- 1997 - "Novos Talentos" - Office of Brazil’s President - Brasília - Brazil; Galeria Mercedes Viegas - Rio de Janeiro - Brazil

- 1996 - Galeria Raquel Arnaud - São Paulo - Brazil; Galeria Marília Rakuk - São Paulo - Brazil; P.A. Objetos de Arte - Rio de Janeiro - Brazil

- 1993 - Galeria Goudard - Rio de Janeiro - Brazil

- 1992 - “Projeto Macunaíma”, IBAC - Rio de Janeiro - Brazil

## Experiências em Arte
- 2014 - "Modelagem/Oficina Criação 3D" - Professor EBA UFRJ – Rio de Janeiro - Brasil

- 2013 - "Modelagem/Oficina Criação 3D" - Professor EBA UFRJ - Rio de Janeiro - Brazil

- 2012 - "Modelagem/Oficina Criação 3D" - Professor EBA UFRJ - Rio de Janeiro - Brasil

- 2011 - “Workshop de Gravura & Palestra" - Museu Ibere Camargo - Porto Alegre - Brasil

- 2010 - “ Psicanálise e Arte” - Palestra - Escola Brasileira de Psicanálise Movimento Freudiano - Rio - Brasil

- 2007 - “Obra do Artista UFRJ" - Palestra - MNBA - Rio de Janeiro - Brasil

- 2006 - “Preto no Branco”- Desenho em Aberto - EAV Parque Lage - Rio de Janeiro - Brasil; “Rede Nacional de Artes Visuais”- FUNARTE - Maceió - Alagoas - Brasil

- 2005 - “Rede Nacional de Artes Visuais”- FUNARTE - Campo Grande - MS - Brasil; “Rede Nacional de Artes Visuais”- FUNARTE - João Pessoa - PB - Brasil; “Preto no Branco”- Desenho em Aberto - EAV Parque Lage - Rio de Janeiro - Brasil

- 2004 - "Encontro na Casa Rui Barbosa com artista Carlos Vergara & poeta Chico Alvim" - Rio de Janeiro - Brasil; "Encontro na Casa Rui Barbosa com artista Waltercio Caldas & poeta Carlito Azevedo - Rio de Janeiro - Brasil; “Rede Nacional de Artes Visuais”- FUNARTE - Universidade de Tocantins - Palmas - Brasil

- 1998 - Curador da Exposição"Still Abstraction" - 2 artistas americanos - Solar Grandjean de Montigny - Rio de Janeiro - Brasil
- 1995 - Assistente de marcenaria - Pratt Institute - Brooklyn - NY - USA
- 1994 - Assistente de marcenaria - Pratt Institute - Brooklyn - NY - USA

## Principais coleções
- Museu Nacional de Belas Artes - Rio de Janeiro - Brasil
- Gilberto Chateaubriand - Rio de Janeiro - Brasil
- Itaú Cultural – São Paulo – Brasil
- Swiss Bank - Rio de Janeiro - Brasil
- Opus Banco de Investimentos – Rio de Janeiro - Brasil
- Christine Desiree Interior Design - Sarasota - Florida - USA
- Marcantonio Vilaça - São Paulo - Brasil
- Lucia Boardman Carneiro - Rio de Janeiro - Brasil
- Washington Lessa - Rio de Janeiro - Brasil
- José Roberto Langstrassen – Rio de Janeiro – Brasil
- José Olimpio – São Paulo - Brasil
- José de Sá Cabral Moreira – Rio de Janeiro - Brasil
- Cristina & Afonso Burlamaqui - Rio de Janeiro - Brasil
- Raquel Arnaud - São Paulo - Brasil
- Ana Regina Smith - São Paulo -Brasil
- Marilisa & Roberto Cipolla - São Paulo - Brasil
- Alfredo Jollon - Denver - Colorado – USA
- Mr.&Ms. George Handtmann - La Canada - CA - USA
- Dr. Allan Cohen - New York - USA
- Jeff Leifer - San Francisco - CA - USA
- Swiss RE Capital Partners - New York – USA
- Carlos Alberto Pinto - New York – USA
- Monica Von Sergen - Rio de Janeiro - Brasil
- Eliane & Paulo Jobim - Rio de Janeiro – Brasil
- André Schwartz – Rio de Janeiro – Brasil
- Célia & Guido de Matis – São Paulo – Brasil
- Patrícia Lins e Silva – Rio de Janeiro – Brasil
- Nicolau Chacour – Rio de Janeiro – Brasil
- Arthur Dias – Rio de Janeiro – Brasil
- Lygia & Fabio da Veiga Pereira - Brasil
- Angela & Augusto Martinez de Almeida – Brasil
- Renato Machado – Rio de Janeiro – Brasil
- Fred Soffa – New York - USA

## Prêmios
- 1991 "15º Salão Carioca", 1º lugar; "12º Salão Nacional", 1º lugar

## Publicações
- 2018 A primazia do suporte, Frederico Morais, Cassia Bomeny Galeria (Português e Inglês)
- 2017  Acaso Controlado, Museu Vale ES (Português e Inglês)
- 2016  Daniel Feingold, Editora Tamandua (Português e Inglês)
- 2014  Review, ArtNexus #93 vol 13; 2014 - Alessandra Simões (Português e Inglês)
- 2014 The Placement of Space, the Endurance of Time, Morgan, Robert C - Galeria Raquel Arnaud (Português e Inglês)
- 2013  Pintura em Fluxo, Felipe Scovino, Múltiplo Espaço Arte
- 2008  Pintura no Presente, Brito, Ronaldo, Anita Schwartz
- 2006  A Persistência da Pintura, Bienal do Mercosul, Paulo Sergio Duarte
- 2003  Linhas Rítmicas José Bento Ferreira, Centro Universitário Maria Antonia da USP
- 2003  Prosaico e Sublime, Vera BeatrizSiqueira, UERJ
- 2003  Impressões de um dia, Paulo Venâncio Filho, UERJ
- 2001  Pretoprata, Ileana Pradilla Cerón, Museu da Chácara do Céu
- 1996 Daniel Feingold’s nearly invisible paintings, Robert C. Morgan, Arnaud & Razuk
- 1992  Artist Statement, Rio Artes e Literatura, ano 1 #2